# No Matter What They Say
"No Matter What They Say" é o primeiro single do segundo álbum de estúdio da rapper americana Lil' Kim, The Notorious K.I.M. (2000). Alcançou #60 no Billboard Hot 100 e #35 no UK Singles Chart.

## Faixas
- US Promo CD[1]

1. "No Matter What They Say" (Radio Edit) - 4:19
2. "No Matter What They Say" (Album Version) - 5:35
3. "No Matter What They Say" (Instrumental) - 4:21

- Europe CD single[2]

1. "No Matter What They Say" (Radio Edit) - 4:18
2. "No Matter What They Say" (Album Version) - 4:14
3. "No Matter What They Say" (Instrumental) - 4:19
4. "No Matter What They Say" (Acappella) - 4:26

## Videoclipe
O videoclipe conta com os artistas:
- Carmen Electra
- Junior M.A.F.I.A.
- Lil' Cease
- Missy Elliott
- Diddy
- Xzibit
- Redman
- Mary J. Blige
- Method Man

## Paradas
| Parada (2000)                                | Melhor posição |
| -------------------------------------------- | -------------- |
| Estados Unidos - Billboard R&B/Hip-Hop Songs | 15             |
| Estados Unidos - Billboard Radio Songs       | 59             |
| Estados Unidos - Billboard Hot 100           | 60             |
| Estados Unidos - Billboard Rap Songs         | 6              |
| Reino Unido - UK Singles Chart               | 35             |